# Koninklijke Baan
De Koninklijke Baan of kustweg, met het wegnummer N34, is een nationale weg in België, die bijna de volledige lengte van de Belgische Kust beslaat, van De Panne tot Knokke. De weg werd vanaf het eind van de 19e eeuw aangelegd op initiatief van Leopold II.
Graaf Paul Joseph de Smet de Naeyer was in die periode minister van Openbare Werken en mede verantwoordelijk voor de aanleg van de weg. De aanleg werd gestart in Knokke en in 1933 bereikte men uiteindelijk De Panne. Het project zorgde voor een ontsluiting en bereikbaarheid van de volledige Belgische kustlijn, en bevorderde net als de kusttram het toerisme. De N34 was lange tijd dé grote verkeersas langs de kust. De weg werd in de jaren 1950 geconcipieerd als een brede autoweg, op 2x2 rijstroken en met een continue pechstrook, waarbij  soms tot 120 km/u op de stukken buiten de bebouwde kom mocht worden gereden. Ruimte voor een tramperron was er daardoor soms amper of niet. De N34 was duidelijk bedoeld om autoverkeer snel en vlot langs de hele kust af te wikkelen en werd op wegenkaarten toen vaak als een expressweg (snelweg met gelijkvloerse kruisingen en onderbrekingen) aangeduid. In de jaren 1970 en 1980 werd de E40-autosnelweg van Jabbeke tot de Franse grens aangelegd, die voor een groot deel de functie voor het langeafstandsverkeer van de N34 overnam. Om de gebruikers aan te moedigen de E40 te gebruiken en te ontmoedigen de N34 te gebruiken,en omwille van de verkeersveiligheid werd op veel plaatsen buiten de bebouwde kom de snelheid teruggebracht tot 70 km/u, en de pechstrook is volledig omgevormd tot parkeerstrook en fietsstrook. In de meeste gemeenten ging het van twee naar één rijbaan, al dan niet met bijkomende hindernissen. Ook kwamen er brede perrons bij de tramhaltes. Knokke-Heist was zo ongeveer de laatste gemeente waar, na 2020, grote delen van de N34 versmald zijn tot één rijbaan. In Heist is zelfs is één rijrichting deels verplaatst.
Op veel plaatsen buiten de steden bestaat de brede weg nog steeds (deels) uit tweemaal twee rijbanen, maar het wordt steeds minder. Regelmatig zijn er verbindingen tussen de rijrichtingen. Tientallen oversteken van de Kusttrambaan zijn in de loop der jaren opgeheven vanwege de veiligheid. 
In De Panne en Adinkerke, nabij de Franse grens, sluit de weg aan op de E40 of A18. In Knokke, nabij de Nederlandse grens, sluit de weg aan op de N49/E34.

## Plaatsen langs de Koninklijke Baan
- Knokke
- Heist
- Zeebrugge en de haven van Zeebrugge
- Blankenberge
- Wenduine
- De Haan
- Bredene
- Oostende en de haven van Oostende
- Middelkerke
- Westende
- Lombardsijde
- Nieuwpoort en de haven van Nieuwpoort
- Oostduinkerke
- Koksijde
- De Panne

## Toekomst en ombouw

### Fietssnelweg F34
De Vlaamse regering kondigde aan de N34 om te willen bouwen zodat er tussen Knokke-Heist en Nieuwpoort naast een rijstrook voor auto's in elke richting ook plaats ontstaat voor een fietssnelweg van 4 meter breed, met aan de kruispunten voorrang voor fietsers. Deze vrijliggende Kustfietssnelweg F34 komt dan in de plaats van de aanliggende en soms smalle eenrichtingsfietspaden. In 2024 worden twee studies van een jaar opgestart voor deze fietsinfrastructuur, enerzijds in De Haan, en anderzijds voor het traject Zeebrugge - Blankenberge. Op dat laatste traject komt de fietssnelweg.op de plaats van de huidige noordelijke rijbaan, in De Haan samen met de autorijbaan op de huidige zuidelijke rijbaan, dus ten zuiden van het historische centrum.

## Aftakkingen

### N34a
De N34a is een onderdeel van de N34 in Zeebrugge. De 1,8 kilometer lange route verloopt via de Kustlaan en vormt de alternatieve route voor de N34 indien de brug in de Isabellalaan over de Zeesluis open staat. Op de kilometerpaaltjes langs de weg wordt deze route aangeduid als N034901.
Langs deze route liggen tevens nog twee parallelwegen. Deze wegen hebben wel kilometerpaaltjes met aanduiding, maar staan verder niet met nummer op wegwijzers of kaarten vermeld. De Kusttram volgt altijd de N34a, maar kan omrijden via de sluisbruggen in de N34.

### N34b
De N34b is een alternatieve route voor de N34 in Zeebrugge. Indien de brug in de Kustlaan open staat kan het verkeer gebruik maken van de brug in de Hullstraat. De N34b verloopt via de Kaptein Fryattstraat en Hullstraat en heeft een lengte van ongeveer 500 meter. Ook de Kusttram kan deze omleiding gebruiken; er is echter maar één spoor, in één rijbaan. Dus richting Knokke rijdt de tram spook-tegen-het-verkeer-in.

### N34c
De N34c is een onderdeel van de N34 in Blankenberge. De route verloopt via de Zuidlaan en Vredelaan. De weg wordt niet op de bewegwijzering aangegeven als N34c, maar als N34. De route van de N34 gaat eigenlijk ook via de De Smet de Naeyerlaan en Waterkasteelstraat. Echter doordat deze meer door het centrum van Blankenberge gaat, wordt de route via de Zuidlaan en Vredelaan weergegeven doordat dit een meer toegankelijker route is voor het doorgaande verkeer. Oorspronkelijk kregen beide routes op de bewegwijzering de N34 vermelding. De route via de De Smet de Naeyerlaan en Waterkasteelstraat wordt daarentegen wel op kilometerpaaltjes vermeld. 
De doorgaande route van de N34 via de N34c gaat tevens nog voor ongeveer 300 meter via de N371.

### N34d
De N34d is een aftakking van de N34 in Blankenberge. De 350 meter lange route verloopt via de Karel Deswertlaan en verbindt de N34 met de N34c.

### N34e / N34y
De N34y is een korte gewestweg in België tussen De Haan en Wenduine. De route had oorspronkelijk het nummer N34e. Overigens komt het nummer N34e nog vrij veel voor bij onder andere de verkeersinformatie. Het wegnummer zelf is nergens te vinden.
Bij het verlaten van Bredene richting Knokke is de N34 een weg met 2 rijstroken in elke richting afgescheiden door een middenberm waarin de Kusttram rijdt. Vlak voor tramhalte Renbaan wijken de rijrichtingen uiteen, en dat wordt steeds wijder. De noordelijke weg die zo ontstaat is richting Oostende, en de zuidelijke richting Knokke. De Kusttrambaan ligt dan voorlopig links naast de zuidelijke route. Verderop komen de twee wegen weer dicht bij elkaar, maar splitsen zich meteen weer. Richting Wenduine gaat het nu als aparte weg, de N34y, af van de N34 zelf. De N34y loopt onder de namen "Rijksweg" en "Nieuwe Rijksweg" door naar Wenduine, om daar via de N317 terug aan te sluiten op de N34, dewelke tussen De Haan en Wenduine een eenrichtingsweg is richting Bredene. De N34y loopt ruwweg parallel met de N34. Bij tramhalte Zwarte Kiezel komen de twee wegen weer even dichtbij elkaar, en de laatste maal gebeurt dat bij de inkom van Wenduine. Tussen Zwarte Kiezel en de koninklijke golfclub heeft de weg nog maar één (toegestane) rijbaan. In de andere richting is dat tussen tramhalte Preventorium en tramhalte Waterkasteellaan.

### N34f
De N34f is een voormalig onderdeel van de N34 in Oostende. De 300 meter lange route verliep via de Slijkense Steenweg, over de sluisbruggen, en over de brug in de Graaf de Smet de Naeyerlaan. Echter door reconstructies van dit gebied is de route niet meer openbaar toegankelijk en op twee plaatsen afgesloten; alleen de Kusttram kan deze route nog volgen. De Slijkense Steenweg en de Stapelhuis straat zijn nu alleen nog voor havenverkeer.

### N34g
De N34g was een aftakking van de N34 in Oostende. De route is ongeveer 250 meter lang en verbindt de N34 met het treinstation Oostende via de Leopold III-laan. Als gevolg van de reconstructie van het trein-tram-busstation is dit deel ook geen openbare weg meer.

### N34h
De N34h is een aftakking van de N34 in Oostende. De 600 meter lange route verloopt via de Zeedijk en sluit zowel aan het begin als aan het eind aan op de N34. Tot 1981 volgde de Kusttramlijn deze weg. Hoewel het nummer nog gebruikt wordt, ziet deze weg er allang niet meer uit als een N-weg, en heeft zelfs eenrichtingsverkeer.

### N34i
De N34i is een verbindingsweg in Zeebrugge tussen de N34 en de N34a. De ongeveer 650 meter lange weg ligt langs de Zeesluis en gaat over de Zeesluisstraat.

### N34z
De N34z is een onderdeel van de N34 bij Nieuwpoort. Net zoals de N34y (N34e), vormt de N34z de rijbaan richting het noorden toe, richting Oostende/Knokke. De rijbaan naar het zuiden richting De Panne ligt door bebouwing niet naast de N34z, maar twee straten verderop. Deze rijbaan heeft wel het wegnummer N34. De N34 (Albert I laan) oogt ook niet meer als een N-weg, want het is een kasseienweg met één rijbaan door een winkelstraat.  Tot 1985/86 reed de Kusttram in beide richtingen door deze straat, terwijl het voor auto's al eenrichtingsverkeer was. De 1,8 kilometer lange N34z heeft Elisalaan als straatnaam. Tegenwoordig rijdt ook de Kusttram hier.